# Mercedes Peris Minguet
María Mercedes Peris Minguet (Paiporta, 5 de enero de 1985) es una deportista española que compitió en natación, especialista en el estilo espalda.
Ganó una medalla de bronce en el Campeonato Mundial de Natación en Piscina Corta de 2010 y dos medallas en el Campeonato Europeo de Natación, oro en 2012 y bronce en 2010.
Participó en los Juegos Olímpicos de Pekín 2008, ocupando el 28º lugar en la prueba de 100 m espalda.

## Palmarés internacional
| Campeonato Mundial en Piscina Corta | Campeonato Mundial en Piscina Corta | Campeonato Mundial en Piscina Corta | Campeonato Mundial en Piscina Corta |
| Año                                 | Lugar                               | Medalla                             | Prueba                              |
| ----------------------------------- | ----------------------------------- | ----------------------------------- | ----------------------------------- |
| 2010                                | Dubái (EAU)                         | Medalla de bronce                   | 50 m espalda                        |
| Campeonato Europeo                  |                                     |                                     |                                     |
| Año                                 | Lugar                               | Medalla                             | Prueba                              |
| 2010                                | Budapest (Hungría)                  | Medalla de bronce                   | 50 m espalda                        |
| 2012                                | Debrecen (Hungría)                  | Medalla de oro                      | 50 m espalda                        |